# Belarussisch-portugiesische Beziehungen
Die belarussisch-portugiesischen Beziehungen umfassen die bilateralen Beziehungen zwischen Portugal und Belarus (port.: Bielorússia). Die Länder unterhalten seit 1991 diplomatische Beziehungen. Bis zur Unabhängigkeit von Belarus 1991 wurden die Beziehungen durch das portugiesisch-sowjetische Verhältnis bestimmt.
Die Beziehungen gelten als freundschaftlich, sind aber vergleichsweise schwach ausgeprägt. So ist Belarus das einzige Land Europas, das nicht dem Europarat angehört, und sein Verhältnis zur NATO, in der Portugal Gründungsmitglied ist, gilt allgemein als angespannt. Belarus wurde 2009 zu einem der östlichen EU-Partnerländer, doch verhinderten die weiterhin planwirtschaftliche Wirtschaftsordnung von Belarus und die Demokratiedefizite des Landes eine weitere Annäherung. So begegnen sich Portugal und Belarus heute v. a. auf sportlichem und kulturellem Gebiet, gleichwohl sie in einigen gemeinsamen multilateralen Organisationen zusammenarbeiten, insbesondere der Organisation für Sicherheit und Zusammenarbeit in Europa und den verschiedenen UN-Organisationen. Auch gegenseitige Staatsbesuche finden seit 2017 statt, wenn auch nicht auf höchster Ebene. Zudem ist die kleine belarussische Gemeinde in Portugal ein Verbindungsglied.
557 belarussische Staatsbürger waren im Jahr 2018 in Portugal gemeldet, die meisten im Großraum Lissabon (160). Im Jahr 2014 waren zwei Portugiesen konsularisch in Belarus registriert, 2018 wurden zehn portugiesische Staatsbürger neu in Belarus gemeldet.

## Geschichte
Portugal erkannte die Unabhängigkeit von Belarus 1991 an, 1992 nahmen beide Staaten diplomatische Beziehungen auf. Gegenseitige Botschaften eröffneten beide Länder danach nicht. Der portugiesische Botschafter für Russland wird in der belarussischen Hauptstadt Minsk seither doppelakkreditiert, während der belarussische Vertreter in der französischen Hauptstadt Paris auch für Portugal zuständig ist.

Portugal und Belarus als Mitglieder (grün) des Weltraumvertrags: die beiden Staaten sind Partner in einer Reihe multilateraler Organisationen, jedoch gelten sie allgemein als nicht sehr eng verbunden und haben nur wenig direkte bilaterale Abkommen

Es folgte eine leichte Annäherung an die EU, die mit Amtsantritt des seither weitgehend autokratisch regierenden Präsidenten Aljaksandr Lukaschenka 1994 weitgehend zum Stillstand kam. Dennoch schlossen EU und Belarus 1995 ein Stabilisierungs- und Assoziierungsabkommen. Da Belarus seine Wirtschaft danach nicht marktwirtschaftlich öffnete und seine Demokratiedefizite bestehen blieben, näherten sich auch Portugal und Belarus nur langsam an. Am 22. Februar 1996 akkreditierte sich José Manuel Peixoto Vilas-Boas de Vasconcelos Faria, portugiesischer Botschafter in Moskau, als erster Vertreter Portugals in Minsk.
Die Aufnahme von Belarus in die Östliche Partnerschaft der EU im Jahr 2009 brachte eine leichte Annäherung. Die weiterhin bestehende westliche Kritik an der Regierung von Belarus, etwa an der Menschenrechtslage, der mangelnden Pressefreiheit oder der Nichtbeachtung diplomatischer Immunitäten im Land, führte im Juni 2011 zur Verhängung eines erweiterten Waffenembargos durch den EU-Ministerrat.
Seit 2017 nähern sich Portugal und Belarus wieder etwas an. So fanden in dem Jahr erstmals in der Geschichte der bilateralen Beziehungen direkte Konsultationen der beiden Außenministerien statt, und Portugal eröffnete in der belarussischen Hauptstadt Minsk ein Honorarkonsulat.
Am 12. und 13. April 2018 kam der stellvertretende Außenminister von Belarus zum Staatsbesuch nach Portugal, wo er mit seinem portugiesischen Amtskollegen zusammentraf, das Portugiesische Parlament besuchte, und ein bilaterales Übereinkommen über wirtschaftliche Zusammenarbeit unterzeichnete.

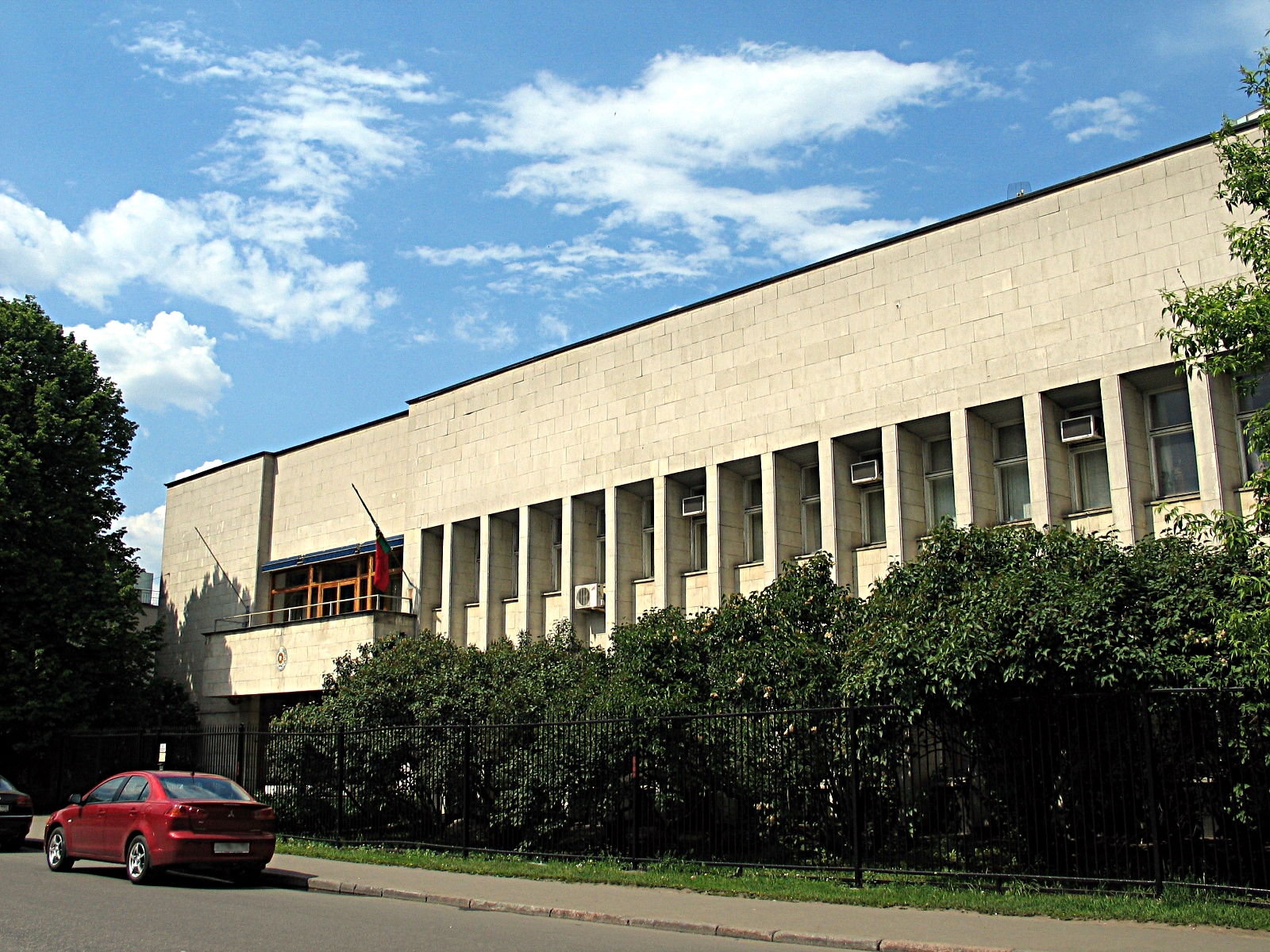
Die Botschaft Portugals in der Grokholsky-Straße in Moskau: Belarus gehört zum Amtsbezirk des portugiesischen Botschafters in Russland

## Diplomatie
Portugal unterhält keine Botschaft in Belarus, das zum Amtsbezirk der portugiesischen Botschaft in der russischen Hauptstadt Moskau gehört. In der belarussischen Hauptstadt Minsk besteht ein portugiesisches Honorarkonsulat.
Belarus führt ebenfalls keine eigene Botschaft in der portugiesischen Hauptstadt Lissabon, zuständig ist die belarussische Vertretung in Paris. Auch Konsulate von Belarus sind in Portugal bisher nicht eröffnet (Stand August 2019).

## Wirtschaft

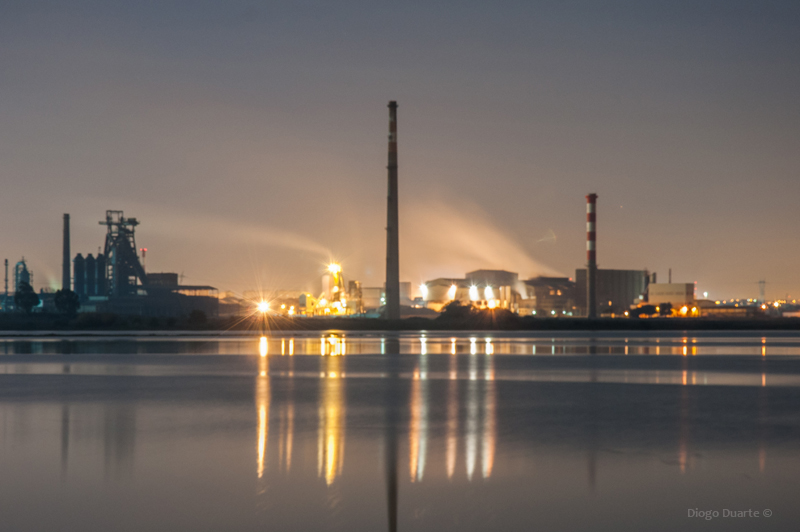
Produktionsanlagen der CUF-Chemiewerke in Barreiro: Säuren und andere Chemikalien sind das Hauptexportgut Portugals nach Belarus, von wo vor allem Eisen und Stahl zur Weiterverarbeitung nach Portugal kommen.

Das bilaterale Handelsvolumen zwischen Portugal und Belarus belief sich 2018 auf 15,672 Mio. Euro (2017: 13,963 Mio., 2016: 7,006 Mio., 2015: 10,931 Mio., 2014: 8,760 Mio.), mit einem Handelsbilanzüberschuss von 10,932 Mio. Euro zu Gunsten Portugals (2017: 3,608 Mio., 2016: 3,538 Mio., 2015: 9,795 Mio., 2014: 6,866 Mio.). Im Jahr 2018 waren 53 portugiesische Unternehmen im Handel mit Belarus tätig.
Im Jahr 2018 führte Belarus Waren im Wert von 13,302 Mio. Euro aus Portugal ein (2017: 8,786 Mio., 2016: 5,272 Mio., 2015: 10,363 Mio., 2014: 7,813 Mio.), davon 32,4 % chemisch-pharmazeutische Produkte, 15,1 % landwirtschaftliche Erzeugnisse, 12,8 % Holz und Kork, 10,5 % Schuhe und 10,4 % Papier und Zellulose.
Im gleichen Zeitraum importierte Portugal aus Belarus Waren im Wert von 2,370 Mio. Euro (2017: 5,177 Mio., 2016: 1,734 Mio., 2015: 0,568 Mio., 2014: 0,947 Mio.), davon 40,9 % Metall, 30,6 % Lebensmittel (vor allem Alkohol und Spirituosen), 18,0 % Maschinen und Geräte, 6,4 % Holz und Kork, und 2,1 % Erze und Minerale.
Damit stand Belarus im Außenhandel Portugals an 86. Stelle als Abnehmer und an 116. Stelle als Lieferant. Im belarussischen Außenhandel stand Portugal an 79. Stelle als Abnehmer und an 43. Stelle als Lieferant.
Die portugiesische Außenhandelskammer AICEP unterhält kein Kontaktbüro in Belarus, zuständig ist das AICEP-Büro in Moskau.

## Kultur
Das portugiesische Kulturinstitut Instituto Camões ist nicht in Belarus präsent. Ein Kulturaustausch findet dennoch statt, v. a. über zivilgesellschaftliche Einrichtungen wie Stiftungen, Museen und Kulturvereine. So sind z. B. auch belarussische Volkstanzgruppen häufig bei den zahlreichen Folklorefestivals in Portugal zu Gast.
Filmschaffende beider Länder sind bei Filmfestivals regelmäßig zu Gast. Der belarussische Regisseur Victor Asliuk etwa wurde beim wichtigsten portugiesischen Kurzfilmfestival, den Curtas Vila do Conde, gleich mehrfach ausgezeichnet, so 2003 und 2010.

## Sport
Fußball ist in Portugal Nationalsport, während in Belarus Eishockey als beliebtester Sport gilt.

### Fußball
Männer

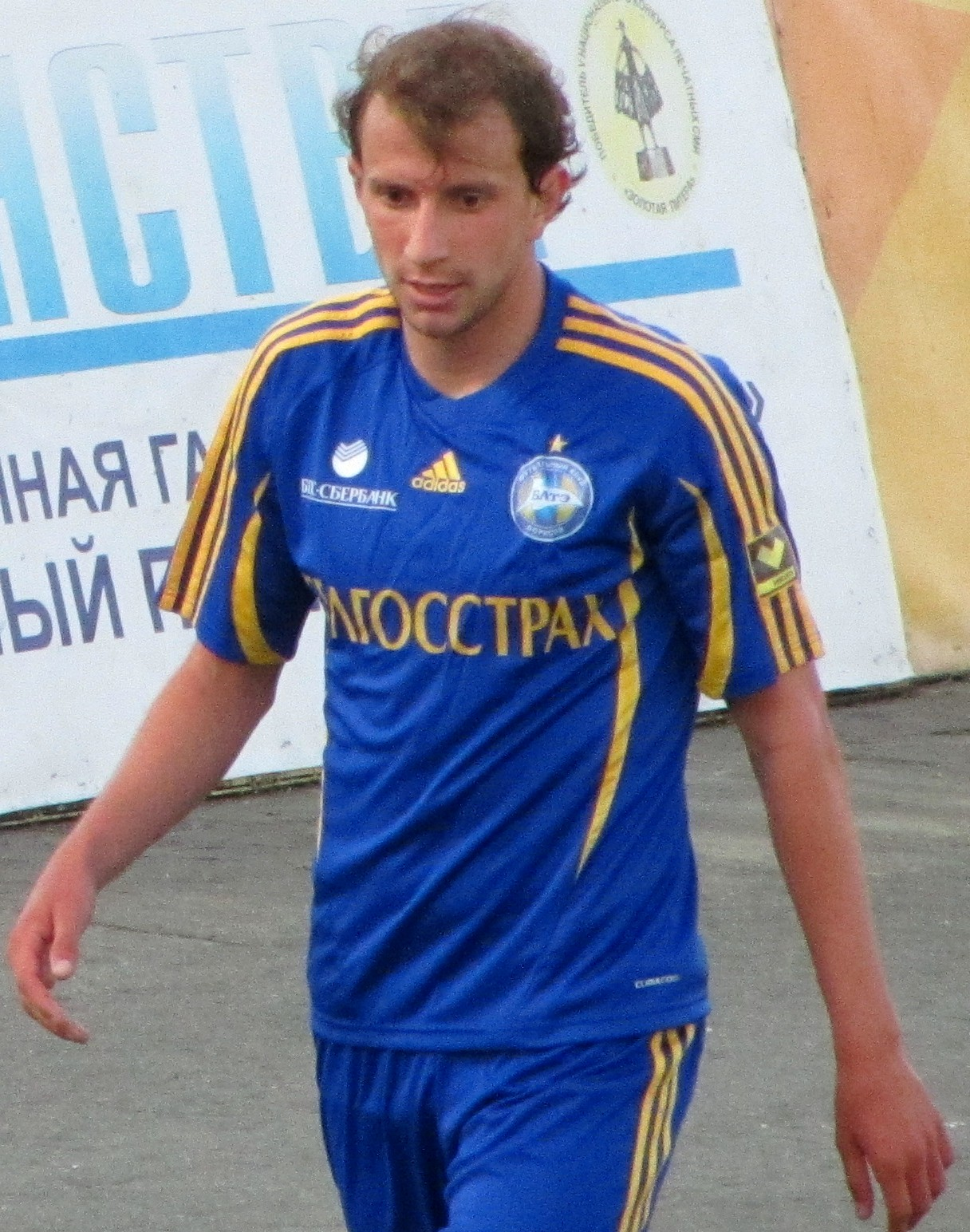
Der belarussische Nationalspieler Renan Bressan spielte von 2014 bis 2016 für den portugiesischen Klub Rio Ave.

Im portugiesischen Nationalsport Fußball sind die portugiesische Fußballnationalmannschaft und die belarussische Nationalelf bislang noch nicht aufeinander getroffen (Stand August 2019).
Belarussische Spieler treten nur selten auch für portugiesische Vereine an, darunter die Nationalspieler Renan Bressan, der zwischen 2014 und 2014 für den Rio Ave FC spielte, und Wital Kutusau, der 2002/2003 für Sporting Lissabon auflief.
Frauen
Die portugiesische Fußballnationalmannschaft der Frauen und die belarussische Frauennationalmannschaft spielten bisher zweimal gegeneinander (Stand August 2019), erstmals am 11. Mai 2006 im portugiesischen Beja. Das Qualifikationsspiel zur WM 2007 ging 1:0 für die Belarussinnen aus. Auch das Rückspiel am 23. September 2006 in der belarussischen Hauptstadt Minsk gewann Belarus, diesmal mit 3:2.
Am portugiesischen Algarve-Cup nahm Belarus bisher noch nicht teil (Stand August 2019).

### Andere

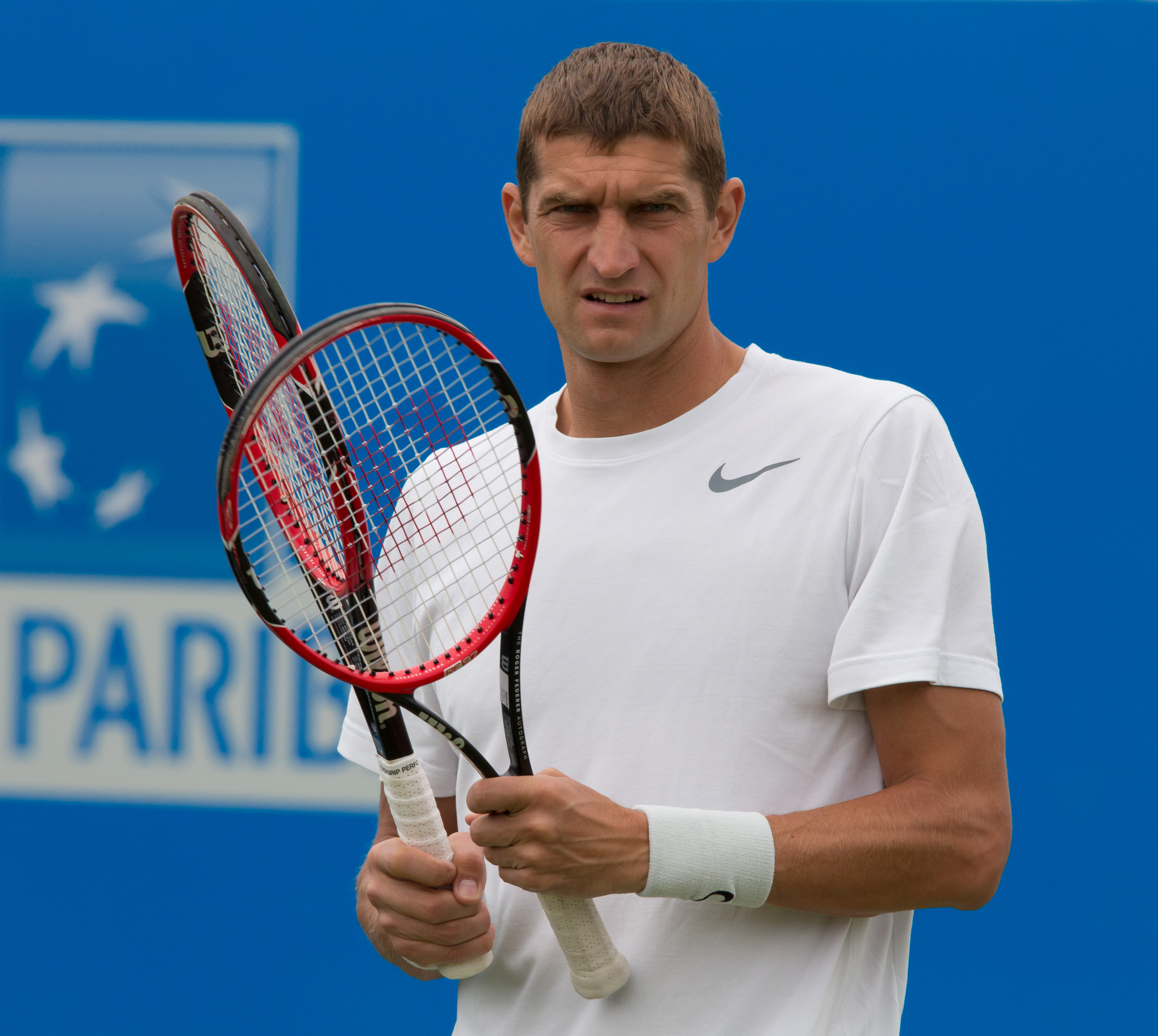
Der belarussische Tennisspieler Maks Mirnyi gewann 2003 beim portugiesischen ATP Oeiras im Doppel.

Im belarussischen Nationalsport Eishockey sind die portugiesische Eishockeynationalmannschaft und die Auswahl von Belarus noch nicht aufeinander getroffen.
Tennisspieler aus Portugal und Belarus treten regelmäßig bei Turnieren an. Dabei gewann der Belarusse Maks Mirny im Doppel 2003 das wichtigste Turnier in Portugal, das ATP Estoril. Beim wichtigsten Frauenturnier in Portugal, dem WTA Oeiras, kam 2007 die Belarussin Wiktoryja Asaranka bis ins Finale.
Bei den Kanu-Weltmeisterschaften 2018 im portugiesischen Montemor-o-Velho wurde Belarus 4., der Gastgeber schloss als 7. Bei den Kanu-Europameisterschaften 2013 am gleichen Ort wurde Belarus 8., Portugal 12. Eine Kanu-WM richtete Belarus bisher nicht aus, mit der den Europameisterschaften 2019 in Minsk wird das Land erstmals eine Kanu-EM veranstalten.
Ebenfalls in Montemor-o-Velho fanden die Ruder-Europameisterschaften 2010 statt, bei der Belarus 3. wurde, Portugal endete als 12. Bei den Ruder-Europameisterschaften 2009 im belarussischen Brest ging Portugal leer aus, der Gastgeber wurde 4.
Bei der Handball-EM 1994 trafen Belarus und Portugal nicht aufeinander. Das belarussische Team schloss als 8., der Gastgeber wurde 12. Belarus richtete noch keine Handball-EM aus.